# Sollevamento pesi ai Giochi della XXXII Olimpiade - +87 kg femminile
Le gare di sollevamento pesi della categoria oltre 87 kg femminile dei giochi olimpici di Tokyo 2020 si sono svolte il 2 agosto 2021 presso il Tokyo International Forum.
La vincitrice è stata l'atleta Li Wenwen.

## Programma
L'orario indicato corrisponde a quello giapponese (UTC+09:00)
| Data          | Ora   | Evento            |
| ------------- | ----- | ----------------- |
| 2 agosto 2021 | 11:50 | Gruppo B          |
| 2 agosto 2021 | 19:50 | Gruppo A (finale) |

## Risultati
| Pos. | Atleta                   | Gruppo | Peso   | Strappo (kg) | Strappo (kg) | Strappo (kg) | Strappo (kg) | Slancio (kg) | Slancio (kg) | Slancio (kg) | Slancio (kg) | Totale |
| Pos. | Atleta                   | Gruppo | Peso   | 1            | 2            | 3            | Risultato    | 1            | 2            | 3            | Risultato    | Totale |
| ---- | ------------------------ | ------ | ------ | ------------ | ------------ | ------------ | ------------ | ------------ | ------------ | ------------ | ------------ | ------ |
|      | Li Wenwen                | A      | 150,10 | 130          | 135          | 140          | 140          | 162          | 173          | 180          | 180          | 320    |
|      | Emily Campbell           | A      | 124,80 | 118          | 122          | 122          | 122          | 150          | 156          | 161          | 161          | 283    |
|      | Sarah Robles             | A      | 148,30 | 120          | 125          | 128          | 128          | 150          | 154          | 157          | 154          | 282    |
| 4    | Lee Seon-mi              | A      | 118,90 | 118          | 122          | 125          | 125          | 148          | 152          | 155          | 152          | 277    |
| 5    | Nurul Akmal              | A      | 113,55 | 107          | 111          | 115          | 115          | 141          | 151          | 154          | 141          | 256    |
| 6    | Charisma Amoe-Tarrant    | A      | 154,05 | 95           | 100          | 105          | 105          | 123          | 128          | 138          | 138          | 243    |
| 7    | Verónica Saladín         | A      | 126,20 | 105          | 111          | 116          | 111          | 125          | 131          | –            | 131          | 242    |
| 8    | Kuinini Manumua          | A      | 108,50 | 100          | 103          | 106          | 103          | 125          | 125          | 128          | 125          | 228    |
| 9    | Eyurkenia Duverger       | B      | 103,65 | 96           | 100          | 100          | 96           | 120          | 124          | 129          | 129          | 225    |
| 10   | Sarah Fischer            | A      | 93,95  | 93           | 97           | 97           | 97           | 117          | 123          | 123          | 123          | 220    |
| 11   | Anna Van Bellinghen      | B      | 87,10  | 96           | 100          | 100          | 96           | 115          | 119          | 123          | 123          | 219    |
| 12   | Erdenebatyn Bilegsaikhan | B      |        | 80           | 85           | 87           | 85           | 115          | 120          | 122          | 122          | 207    |
| 13   | Scarleth Ucelo           | B      | 113,50 | 86           | 87           | 87           | 87           | 107          | 112          | 116          | 116          | 203    |
| –    | Laurel Hubbard           | A      | 146,70 | 120          | 125          | 125          | –            | –            | –            | –            | –            | –      |